# Эдмунд Вудсток, 1-й граф Кент
Эдмунд Вудсток (англ. Edmund of Woodstock; 5 августа 1301 — 19 марта 1330) — английский принц, 1-й барон Вудсток с 1320 года, 1-й граф Кент с 1321 года, лорд-смотритель Пяти портов, констебль Дуврского замка и хранитель Кента в 1321—1323 годах, шериф Ратленда в 1323—1326 годах, сын Эдуарда I, короля Англии, и Маргариты Французской, дочери Филиппа III, короля Франции.

## Происхождение и молодые годы
Эдмунд происходил из английского королевского дома Плантагенетов и был младшим из сыновей английского короля Эдуарда I от второго брака с французской принцессой Маргаритой, дочери Филиппа III, короля Франции. У него было несколько старших братьев, но к моменту его рождения в живых оставались единокровный брат Эдуард Карнавонский (будущий король Эдуард II) и полнородный брат Томас Бразертон, будущий граф Норфолк. Также у Эдмунда было несколько единокровных сестёр (младенческий возраст из них пережили 5). Позже родилась полнородная сестра Элеонора, однако она умерла ребёнком.
Эдмунд родился 5 августа 1301 года в Вудстокском дворце ((в городе Вудсток) в графстве Оксфордшир), чему он обязан своим прозвищем. Эдуард I стремился обеспечить будущее своего младшего сына. В 1306 году он в течение 2 лет пообещал выделить Эдмунду земли с ежегодным доходом в 7 тысяч марок, а незадолго до смерти пообещал увеличить дарение до 10 тысяч марок. Однако сделать это король не успел. Точно неизвестно, какие именно владения Эдуард I планировал выделить сыну. Историки полагают, что либо Эдмунд, либо его брат Томас должен был получить графство Корнуолл. Поскольку Эдуард I, умерший 7 июля 1307 года, не смог выполнить своё обещание, ставший королём Эдуард II выделил Корнуолл своему фавориту Пирсу Гавестону.
Когда Эдмунд повзрослел, Эдуард II частично выполнил волю отца. В 1315 году ему были предоставлены различные поместья; в 1319 году юноша получил земли с ежегодным доходом в 2 тысячи марок. Эдуард II, который конфликтовал с английскими баронами, которых возглавлял его двоюродный брат Томас, граф Ланкастер, нуждался в сторонниках, поэтому ставший совершеннолетним Эдмунд стал важным членом его двора. В августе 1318 года между королём и баронами был заключён Ликский договор, в котором впервые в качестве свидетеля выступил младший брат короля.
В дальнейшем Эдмунд стал получать разные назначения. Так весной 1320 года он вместе с Хью Диспенсером Старшим и Бартоломью Бэдлсмиром отправился в посольство во Францию — сначала в Париж, а затем к папе Иоанну XXII в Авиньон. У миссии было 2 задачи: обеспечить назначение епископом Линкольна Генри Бергерша, племянника Бэдлсмира, и убедить папу освободить английского короля от присяги соблюдать таинства. На обратном пути из Авиньона они присоединились в Амьене к Эдуарду II, который приносил французскому королю оммаж за Аквитанию. В октябре 1320 года король впервые вызвал брата в парламент как Эдмунда Вудстока.

## Гражданская война
Когда политический кризис в 1321—1322 годах перерос в вооружённое противостояние короля и оппозиции, Эдмунд сыграл ведущую роль в подавлении восстания Томаса Ланкастера. Мятежные бароны выступали против Диспенсеров — королевских фаворитов. Ненависть к ним была настолько высока, что в 1321 году на сторону оппозиции перешёл и Бартоломью Бэдлсмир, управляющий королевского двора. Разъярённый отступничеством друга, король сместил Бэдлсмера с занимаемых должностей. Вместо него Эдуард II 16 июня назначил Эдмунда смотрителем Пяти портов, констеблем Дуврского замка и хранителем Кента. Чтобы ещё сильнее подорвать власть Бэдлсмера в графстве, 26 июля Эдуард II воссоздал для брата титул графа Кента. 26 сентября Эдмунд получил ещё одну бывшую должность Бартоломью — хранителя замка Тонбридж.
В июле 1321 года Эдмунд участвовал в заседании парламента, решившего отправить Диспенсеров в изгнание. Позже он заявил, что поддержал это решение под давлением. К осени политическая ситуация резко изменилась. В октябре Эдмунд откликнулся на призыв брата осадить находившийся во владении Бэдлсмира замок Лидс в Кенте. В итоге замок был взят, а его констебль повешен по приказу короля.
В ноябре Эдмунд участвовал в заседании королевского совета, на котором было отменено изгнание Диспенсеров. Дальше ему в числе прочих было приказано собрать латников и пехоту для службы королю. Дальше граф Кент в составе королевской армии участвовал в походе в Валлийские марки, где она заставил капитулировать Мортимеров, союзников графа Ланкастера. Затем армия повернула на север против самого Томаса. 11 марта 1322 года Эдмунд в числе прочих союзников короля посоветовал ему обвинить всех мятежников предателями и выступить против них всей силой. Затем Эдуард II отправил Эдмунда вместе с Джоном де Варенном, захватить замок Понтефракт. 17 марта королевская армия одержала победу в битве при Боробридже. Томас Ланкастер был схвачен в плен и доставлен сначала в Йорк, а затем в Понтефракт, где его судили 7 магнатов, в том числе и Эдмунд. В итоге 22 марта он был приговорён к смерти.
Хотя мятеж был подавлен, противники Эдуарда II продолжали создавать ему проблемы. Морис Беркли, который попал в плен и был заключён в замке Уоллингфорд, смог освободиться и захватить замок. В январе 1323 года король послал Эдмунда с Диспенсером Старшим, чтобы вернуть замок и восстановить порядок, с чем они успешно справились. Беркли был схвачен, причём при этом было проигнорировано право убежища в церкви, когда несколько повстанцев укрылись в замковой часовне.
Эдмунд был щедро вознаграждён за свою верность. Эдуард II в конце марта 1323 года передал ему обширные владения в Уэльсе, в первую очередь, конфискованные у Роджера Мортимера из Вигмора. Кроме того, граф Кент был назначен шерифом Ратленда, занимая эту должность до 1326 года. В июле того же года Эдмунд получил ещё и опеку над замком Окем. В том же году на графа Кента была возложена ответственность за задержание и суд над сторонниками Роберта Эвера. В сентябре он также получил разрешение участвовать в рыцарском турнире в Нортгемптоне. Однако большую часть конфискованных земель Эдуард II даровал Диспенсерам, получившие огромную выгоду: к 1326 году отец и сын Диспенсеры имели ежегодный доход соответственно в 3 и 7 тысяч фунтов, в то время как годовой Эдмунда составлял всего 2355 марок (1570 фунтов).

## Свержение Эдуарда II
В 1324 году король Франции Карл IV объявил о конфискации Гаскони, владения английской короны. Поводом послужило то, что король Эдуард не принёс за неё оммаж королю Франции. Король Эдуард II не имел возможности отправить подкрепление, поэтому Эдмунд, назначенный наместником брата и находившийся в Гаскони, в сентябре 1324 года был вынужден сдать французам Ла Реоль и заключить перемирие на 6 месяцев.
Летом 1325 года Эдмунд Кент приехал во Францию вместе с командующим королевскими войсками в Аквитании графом Сюрреем. Осенью он получил от папы разрешение на брак с Маргарет Уэйк, двоюродной сестрой одного из вождей мятежных баронов Роджера Мортимера, бежавшего ещё в 1323 году из тауэрского заключения на континент. Кент, отношения которого с братом-королём после поражения в Аквитании были натянутыми, примкнул к партии королевы Изабеллы. Она прибыла во Францию для заключения перемирия между двумя странами и отказалась возвращаться к мужу, пока тот не отставит от двора своих фаворитов — Диспенсеров. В 1326 году Кент вместе с Изабеллой и Роджером Мортимером принял участие в мятеже против Эдуарда II. Поддерживаемые армией, набранной в Геннегау, они высадились в Англии в сентябре 1326 года. В итоге восстания Эдуард II был свергнут и позже убит, а королём провозглашён его юный сын Эдуард III.
В 1327 году Эдмунду были переданы владения и замки казнённого Эдмунда Фицалана, 9-го графа Арундела, однако титул графа Арундела Эдмунду Вудстоку официально так присвоен и не был.

## Казнь
Однако реальная власть в Англии оказалась в руках Роджера Мортимера, поддерживаемого королевой Изабеллой. Это не устраивало большинство знати. В 1330 году Эдмунд Вудсток, который был введён в заблуждение и считал, что Эдуард II жив и находится в замке Корф, был арестован по приказу Роджера Мортимера. Ему было предъявлено обвинение в государственной измене, доказательством послужили письма к Эдуарду II, написанные им. После безрезультатного прошения о помиловании Эдмунд был обезглавлен в Уинчестерском замке. Его титулы были конфискованы, а жена и малолетние дети арестованы. Похоронили Эдмунда в церкви доминиканцев в Уинчестере.
Эта казнь вызвала возмущение молодого короля Эдуарда III. После падения Мортимера вдова и дети Эдмунда получили свободу, его старшему сыну были возвращены титулы и владения отца. Тело Эдмунда Вудстока было перезахоронено в Вестминстерском аббатстве.

## В культуре
Эдмунд Вудсток является одним из действующих лиц в романах Мориса Дрюона «Французская волчица» и «Лилия и Лев» цикла «Проклятые короли».

## Характеристики
Французский хронист Жан Фруассар в своих «Хрониках» пишет об Эдмунде Кентском, что «он был мудрым и приветливым, и его очень любили».

## Брак и дети
Жена: с декабря 1325 Маргарет Уэйк (ок. 1299/1300 — 29 сентября 1349), 3-я баронесса Уэйк из Лидделла, дочь Джона Уэйка, 1-го барона Уэйка из Лидделла, и Джоан де Фиенн, вдова Джона Коммина из Баденоха. Дети:
- Эдмунд (ок. 1326 — до 5 октября 1331), 2-й барон Вудсток с 1330, 2-й граф Кент с 7 декабря 1330
- Роберт (ок. 1327 — в младенчестве)
- Маргарет (1327 — до 1352); муж: Арно Аманье д’Альбре
- Джоанна Прекрасная Дева Кента (29 сентября 1328 — 8 августа 1385), 4-я графиня Кент с 1353, леди Уэйк из Лидделла с 1373
- Томас (ок. 1329 — в младенчестве)
- Джон (7 апреля 1330 — 26/27 декабря 1352), 3-й граф Кент и 3-й барон Вудсток с 1331, барон Уэйк из Лидделла с 1349